# Rudolf Drux
Rudolf Drux (* 2. Mai 1948 in Rosenheim) ist ein deutscher Germanist und Hochschullehrer für Neuere deutsche Literaturgeschichte und Allgemeine Literaturwissenschaft.

## Akademische Laufbahn
Drux promovierte nach einem Studium der Germanistik und Latinistik, das er 1973 mit dem Staatsexamen in den Fächern Deutsch und Latein abschloss, sowie der Historisch-Vergleichenden Sprach-/Literaturwissenschaft und Philosophie 1976 mit einer Dissertation über die Poetik des Martin Opitz (bei Karl Otto Conrady). 1984 wurde er mit einer Untersuchung über die Marionetten-Metaphorik in Texten der Goethezeit  an der Universität zu Köln habilitiert; von 1985 bis 1990 lehrte er dort als Professor auf Zeit Neuere deutsche Literaturwissenschaft.
Nach Lehrstuhlvertretungen in Mannheim, Kiel und Essen und einer Gastdozentur in Sassari (Sardinien, It) erhielt er 1992 den Ruf auf die Professur für deutsche Literatur und Kulturwissenschaft an der TU Darmstadt, wo er das Graduiertenkolleg ‘Technisierung und Gesellschaft’ mitbegründete. Im Oktober 1996 wurde er an die Universität zu Köln auf den Lehrstuhl für Neuere deutsche Literaturgeschichte berufen, den er bis zu seiner Emeritierung 2014 innehatte. In diesem Zeitraum nahm er zudem etliche Erasmus-Dozenturen in Wrocław, Pl. und Venedig, It und im Fall-Semester 2000 eine Visiting-Professur an der University of Wisconsin in Madison, USA wahr.
Fernerhin engagierte er sich im Zentrum für Moderneforschung an der Philosophischen Fakultät seit 2002 als dessen stellvertretender, von 2008 bis 2011 dann als dessen Geschäftsführender Direktor und leitete bis 2013 als Vorstandsmitglied der Graduiertenschule A.R.T.E.S. deren Klasse 2 (Dynamische Netzwerke der Moderne).
Er ist Mitglied in zahlreichen nationalen und internationalen Fachverbänden, u. a. des Nationalen und Internationalen Germanistenverbands (IVG), des Internationalen Arbeitskreises für Barockforschung sowie in verschiedenen literarischen Gesellschaften. Von 2009 bis 2015 war er Vorsitzender der Lichtenberg-Gesellschaft, seit 2000 gehört er dem Vorstand der Goethe-Gesellschaft Köln an.

## Forschung
Zu seinen Forschungsgebieten zählen die deutsche Dichtung vom Frühbarock bis zum Vormärz und die historische Metaphorologie, Stoff- und Motivgeschichte. Dabei stellt die Interdisziplinarität der Literatur einen wesentlichen Aspekt dar: So befasste er sich mit den Wechselbeziehungen zwischen Poetik und Rhetorik, Dichtung und Musik sowie Kultur- und Technikgeschichte; letztere verfolgt er an Phänomenen des Verkehrswesens und der Kernenergie, vor allem aber an literarischen Figurationen vom künstlichen Menschen, ihren technischen Vorlagen und ihren zeit-, sozial- und kulturgeschichtlichen Diskursen. Aus diesem Gegenstandsbereich ging ein mehrjähriges Forschungsprojekt hervor, das sich in etlichen Veröffentlichungen (z. B. der Anthologie Menschen aus Menschenhand, 1988,  und den Sammelbänden Die Geschöpfe des Prometheus, 1994, und Der Frankenstein-Komplex, 1999) niederschlug.
In weiteren Studien widmete er sich der Selbstreflexion in den Künsten im Kontext der Moderne am Beispiel der Literaturkomödie, -satire und poetologischen Lyrik, des Dichters Winterreise von Goethe bis Grass, Vielfalt und Wandel der Bedeutungen und Darstellungsweisen des Prometheus-Mythos von der Antike bis zur Gegenwart sowie der Systematik und Entwicklung der Gelegenheitsdichtung mit einem Schwerpunkt ‚Schlesien als Kulturlandschaft der Frühen Neuzeit im Spiegel der Kasualpoesie‘.

## Schriften (Auswahl)

### Bücher (Monographien, Sammelbände, Textausgaben)
- Marionette Mensch. Ein Metaphernkomplex und sein Kontext von E. T. A. Hoffmann bis Georg Büchner. München: Fink 1986, ISBN 3-7705-2317-2.
- Martin Opitz und sein poetisches Regelsystem. Bonn: Bouvier 1976, ISBN 3-416-01288-7.
- Die Geschöpfe des Prometheus. Der künstliche Mensch von der Antike bis zur Gegenwart. Hrsg. v. R. Drux. Ausstellungskatalog. Bielefeld: Kerber 1994, ISBN 3-924639-35-3.
- Der Frankenstein-Komplex. Kulturgeschichtliche Aspekte des Traums vom künstlichen Menschen. Hrsg. v. R. Drux. Frankfurt am Main: Suhrkamp 1999, ISBN 3-518-39544-0.
- Entfesselte Kräfte. Technikkatastrophen und ihre Vermittlung. Hrsg. v. R. Drux u. K. Kegler. Moers, Lüdenscheid: Brendow 2008, ISBN 978-3-86506-232-1.
- Menschen aus Menschenhand. Zur Geschichte der Androiden. Texte von Homer bis Asimov. Hrsg. v. R. Drux. Stuttgart: Metzler 1988, ISBN 3-476-00642-5.
- Die lebendige Puppe. Erzählungen aus der Zeit der Romantik. Mit Anmerkungen und einem Nachwort. Hrsg. v. R. Drux. Frankfurt am Main: Fischer 1986, ISBN 3-596-25728-X.

### Aufsätze zu den Forschungsschwerpunkten (in Auswahl)
- Maschinenängste. Zur literarischen Darstellung einer komplexen Emotion und ihrer historisch-realen Auslöser. – In: Mensch – Maschine. Ethische Sichtweisen auf ein Spannungsverhältnis. Stuttgart, 2018, S. 59–71, ISBN 978-3-515-12271-9.[16]
- Vom Leben aus der Retorte. Die Reproduktionsmedizin in der Literatur unter motivgeschichtlichen, gattungspoetischen und rhetorischen Aspekten. – In: Rhetorik. Ein internationales Jahrbuch. Band 37: Rhetorik und Medizin. Berlin/Boston 2018, S. 52–67, ISSN 1865-9160.
- Künstlicher Mensch. - In: Phantastik. Ein interdisziplinäres Handbuch. Stuttgart 2013, S. 391–401, ISBN 978-3-476-02341-4.
- Tropus. - In: Historisches Wörterbuch der Rhetorik. Bd. 9: St-Z. Tübingen: Niemeyer 2009, S. 809–830, ISBN 3-484-68109-8.

- Aber abseits wer ist’s?". Goethes Harzreise im Winter und die Rhapsodie des Johannes Brahms. - In: www.goethezeitportal.de (2009).

- Texturen der romantischen Ironie. Oder von der Geburt „der modernen Poesie“ aus der Lektüre des metapoetischen Diskurses. - In: Die Lesbarkeit der Romantik. Material, Medium, Diskurs. Berlin 2009, S. 37–53, ISBN 978-3-11-021782-7.
- Vom „Amt der rechten Poesie“. Johann Christian Günthers kasualpoetischer Kampf gegen Sohn und Vater Männling. - In: Kulturgeschichte Schlesiens in der Frühen Neuzeit. Tübingen 2005, S. 1061–1078, ISBN 978-3-11-094254-5.
- Von der Spaltbarkeit des Unteilbaren. Atomphysik und Kernenergie im Spiegel der Literatur von Bertolt Brecht bis Christa Wolf. - In: Glanzlichter der Wissenschaft. Ein Almanach. Stuttgart 1999, S. 63–72, ISBN 978-3-11-050558-0.
- Gelegenheitsgedicht (Kasualpoesie). - In: Historisches Wörterbuch der Rhetorik. Band 3. Tübingen 1996, S. 653–667, ISBN 978-3-11-094132-6.
- „Eigentlich nichts als Walzen und Windschläuche“. Ansätze zu einer Poetik der Satire im Werk Georg Büchners. - In: Zweites Internationales Georg Büchner Symposium 1987. Frankfurt a. M. 1990, S. 335–352, ISBN 3-445-08900-0.

## Belege
1. ↑  Eintrag im Deutschen Literatur-Lexikon, Das 20. Jahrhundert, S. 597, ISBN 3-908255-00-7.
2. ↑  Prof. Dr. Rudolf Drux. Abgerufen am 28. April 2020.
3. ↑  Rudolf Drux: Martin Opitz und sein poetisches Regelsystem. Band 18: Literatur und Wirklichkeit. Bouvier, Bonn 1976, ISBN 978-3-416-01288-1 (dnb.de [abgerufen am 28. April 2020]).
4. 1 2 3 4 5 6  Biographisches. Abgerufen am 28. April 2020.
5. ↑  Mitglieder. Abgerufen am 28. April 2020.
6. ↑  Universität zu Köln (Hrsg.): a.r.t.e.s. Jahrbuch 2008–2010. Universität zu Köln. April 2010.
7. 1 2 3 4  Eintrag zu Rudolf Drux im Germanistenverzeichnis, abgerufen am 28. April 2020.
8. ↑  https://www.lichtenberg-gesellschaft.de/pdf/Lichtenberg-Mitteilungen_Nr._39_Dezember_2009.pdf
9. ↑  https://www.goethegesellschaft-köln.de/allgemeines
10. ↑  Der Mensch als Konstrukt. Festschrift für Rudolf Drux zum 60. Geburtstag.
11. 1 2 3  Forschung. Abgerufen am 28. April 2020.
12. ↑  Menschen aus Menschenhand: zur Geschichte d. Androiden; Texte von Homer bis Asimor. Metzler, Stuttgart 1988, ISBN 978-3-476-00642-4 (dnb.de [abgerufen am 28. April 2020]).
13. ↑  Die Geschöpfe des Prometheus. Der künstliche Mensch von der Antike bis zur Gegenwart. In: Rudolf Drux (Hrsg.): Ausstellungskatalog. Kerber, Bielefeld 1994, ISBN 3-924639-35-3.
14. ↑  Rudolf Drux (Hrsg.): Der Frankenstein-Komplex. Kulturgeschichtliche Aspekte des Traums vom künstlichen Menschen. Orig.-Ausg., 1.  Auflage. Suhrkamp Taschenbuch, Nr. 3044. Suhrkamp, Frankfurt am Main 1999, ISBN 3-518-39544-0.
15. 1 2 3  Publikationen. Abgerufen am 28. April 2020.
16. ↑  Ausführlicher in http://idsl1.phil-fak.uni-koeln.de/personen/professorenseiten/prof-dr-rudolf-drux/prof-dr-rudolf-drux/publikationen.

| Personendaten    | Personendaten       |
| ---------------- | ------------------- |
| NAME             | Drux, Rudolf        |
| KURZBESCHREIBUNG | deutscher Germanist |
| GEBURTSDATUM     | 2. Mai 1948         |
| GEBURTSORT       | Rosenheim           |